# Georg Michael Pfaff
Georg Michael Pfaff (Kaiserslautern, 1º febbraio 1823 – Kaiserslautern, 30 ottobre 1893) è stato un artigiano e imprenditore tedesco, fondatore della fabbrica di macchine per cucire PFAFF.

## Biografia
Discendente da una famiglia di artigiani di Kaiserslautern, presto imparò l'arte di costruire strumenti in ottone. Dopo un lungo viaggio in vari paesi europei, nel 1848 ritornò nella sua città natale e fondò un'officina meccanica. Grazie alla qualità dei prodotti ebbe molto successo nelle due fiere mondiali di Londra nel 1851 e 1852. Fu in quel periodo che per la prima volta Georg Michael venne a contatto con le macchine per cucire, ed ebbe l'idea di costruirle lui stesso. Così nel 1862 venne costruita, esclusivamente a mano, la prima macchina per cucire PFAFF, che ora si trova nel Deutsches Museum di Monaco.